# Dinosaur Valley State Park
Der Dinosaur Valley State Park ist ein State Park westlich von Glen Rose im Somervell County im Bundesstaat Texas der USA.

## Beschreibung
Im Park sind im Flussbett des Paluxy Rivers versteinerte Fußabdrücke von Dinosauriern aus der Zeit der Unterkreide im Sedimentgestein erhalten. Sie wurden 1930 von dem Paläontologen Roland T. Bird entdeckt.
Die besten Beobachtungsmöglichkeiten bieten sich im Spätsommer, weil zu dieser Jahreszeit der Wasserstand relativ niedrig ist und die Abdrücke teilweise trocken liegen. Das Gelände für den Park wurde 1968 gekauft und 1972 wurde der Dinosaur Valley State Park mit einer Fläche von 738 Hektar eröffnet. 1968 wurde das Gelände auch als National Natural Landmark eingetragen.
Nach der am weitesten verbreiteten Ansicht entstanden die Spuren vor 113 Millionen Jahren auf einer riesigen Gezeitenebene oder Lagune am Rande eines flachen Ozeans. Der Paluxy River hat das Gestein erodiert, so dass die fossilen Spuren der Dinosaurier in den Kalk- und Sandsteinschichten freigelegt wurden. Es gibt dort dreizehige Spuren mit Abdrücken von scharfen Klauen, die von Theropoden stammen, bipeden (zweibeinigen), Fleisch fressenden Dinosauriern. Sie werden dem bis über elf Meter langen Acrocanthosaurus zugeschrieben, dessen fossile Skelettreste in der Nähe gefunden wurden. Deutlich größere, rundliche Spuren stammen von vierbeinigen pflanzenfressenden Sauropoden. Als ihr wahrscheinlichster Verursacher gilt Pleurocoelus, der Staatsdinosaurier von Texas. Dabei laufen bis zu zwölf Fährten parallel, was Rückschlüsse auf eine soziale Lebensweise in Herden erlaubt.

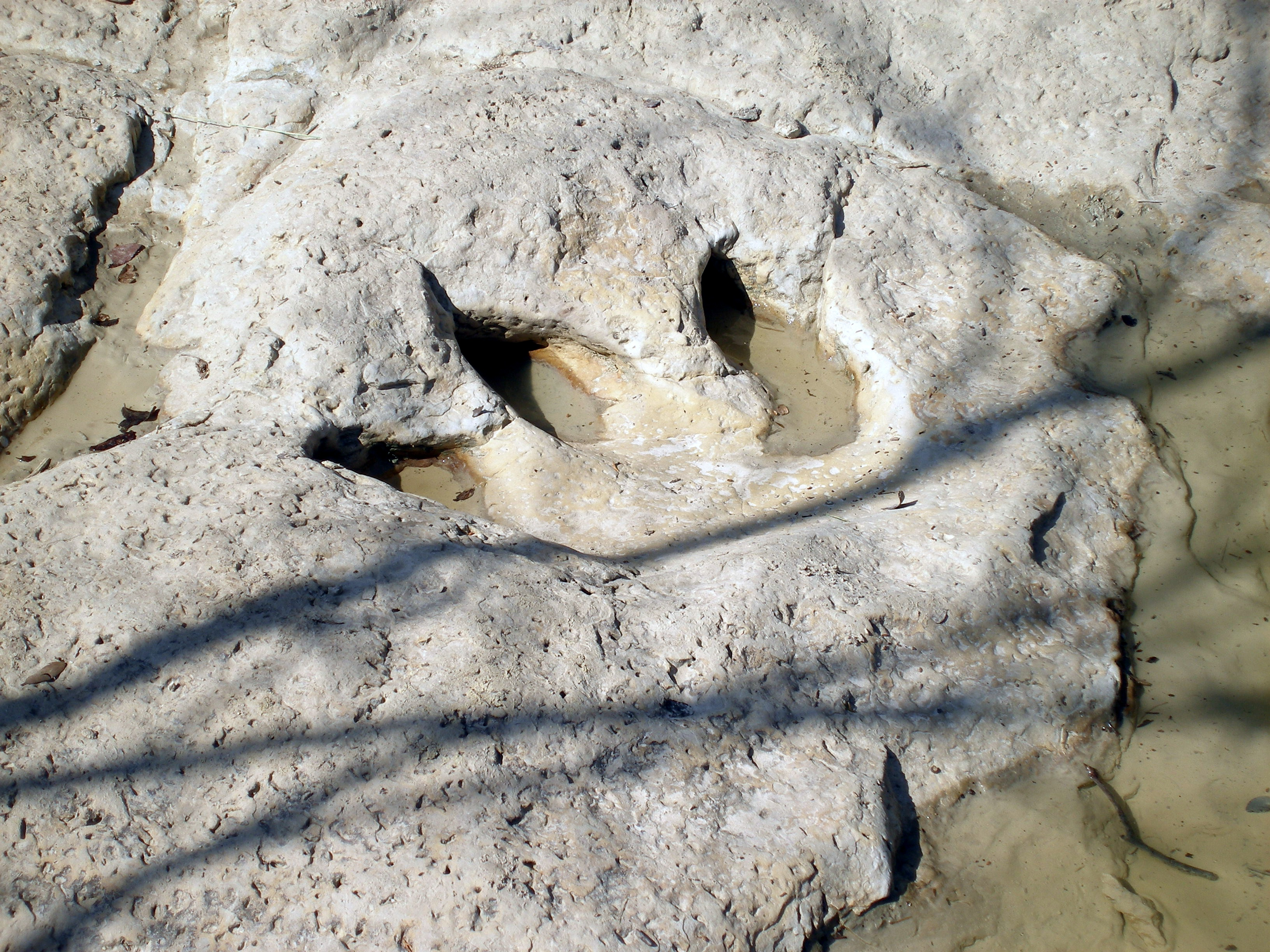
Tridactyler (dreizehiger) Fußabdruck eines Theropoden (Acrocanthosaurus)
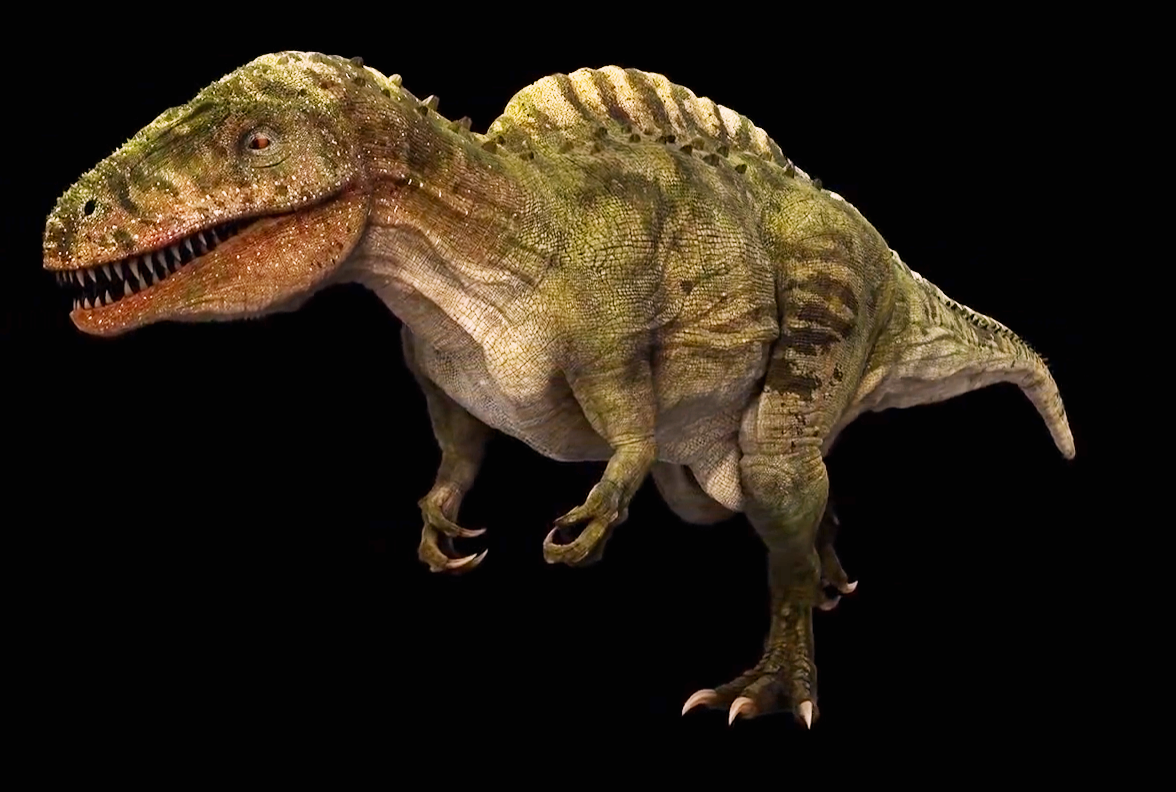
Lebendrekonstruktion von Acrocanthosaurus

Zwei lebensgroße Sauriermodelle aus Fiberglas sind im Park unter freiem Himmel ausgestellt, ein Tyrannosaurus und ein Brontosaurus. Beide Exemplare wurden ursprünglich für die „New York World's Fair Dinosaur Exhibit“ 1964 hergestellt.

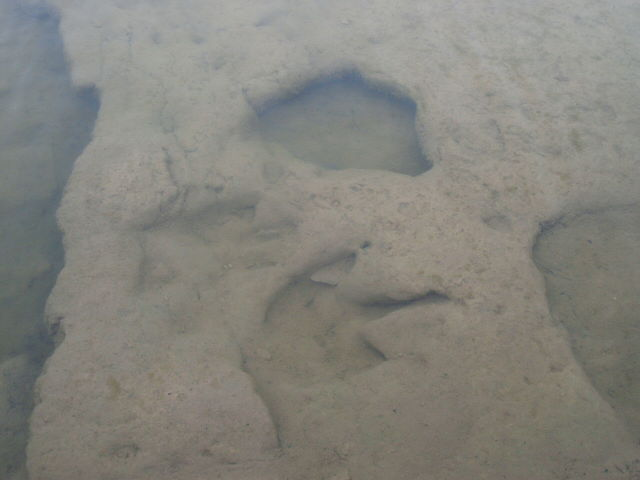
Theropodenabdruck im Wasser
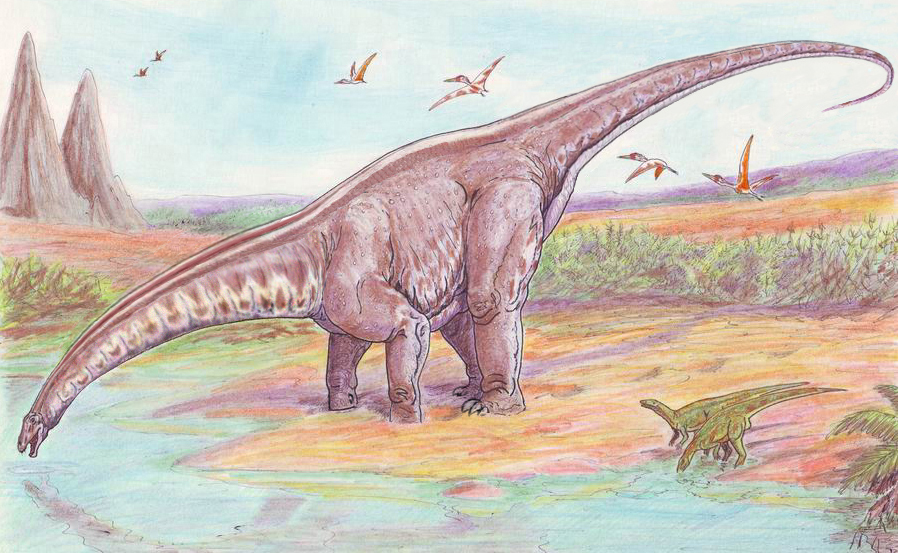
Lebendrekonstruktion von Apatosaurus